# Равноденствие
Равноденствие е астрономическо понятие, с което се обозначава моментът от годината, когато пътят на Слънцето по небесната сфера (еклиптиката) пресича небесния екватор. Tази съвременна дефиниция не съответства точно на името, което е по-старо. При астрономическото равноденствие денят и нощта са само приблизително равни по продължителност, като денят винаги е малко по-дълъг, в зависимост от географската ширина. Това се дължи на ъгловия диаметър на Слънцето и пречупването на неговата светлина от атмосферата.

## Равноденствие на Земята
Всяка календарна година на Земята има 2 равноденствия – пролетно и есенно, съответно на 20 или 21 март и 22 или 23 септември.
От календара личи, че периодът от пролетното до есенното равноденствие е с около една седмица по-дълъг, отколкото от есеното до пролетното.
Много от културите по света и почти всички езически религии почитат равноденствието (както и слънцестоенето) като момент с особено значение. Тогава се устройват едни от основните календарни фестивали и се извършват важни обреди, свързани най-вече със земеделието и плодородието.
| Дати и време на слънцестоене и равноденствие по UTC-0 | Дати и време на слънцестоене и равноденствие по UTC-0 | Дати и време на слънцестоене и равноденствие по UTC-0 | Дати и време на слънцестоене и равноденствие по UTC-0 | Дати и време на слънцестоене и равноденствие по UTC-0 | Дати и време на слънцестоене и равноденствие по UTC-0 | Дати и време на слънцестоене и равноденствие по UTC-0 | Дати и време на слънцестоене и равноденствие по UTC-0 | Дати и време на слънцестоене и равноденствие по UTC-0 |
| година                                                | Равноденствие Март                                    | Равноденствие Март                                    | Слънцестоене Юни                                      | Слънцестоене Юни                                      | Равноденствие Септември                               | Равноденствие Септември                               | Слънцестоене Декември                                 | Слънцестоене Декември                                 |
| година                                                | ден                                                   | час                                                   | ден                                                   | час                                                   | ден                                                   | час                                                   | ден                                                   | час                                                   |
| ----------------------------------------------------- | ----------------------------------------------------- | ----------------------------------------------------- | ----------------------------------------------------- | ----------------------------------------------------- | ----------------------------------------------------- | ----------------------------------------------------- | ----------------------------------------------------- | ----------------------------------------------------- |
| 2015                                                  | 20                                                    | 22:45                                                 | 21                                                    | 16:38                                                 | 23                                                    | 08:20                                                 | 22                                                    | 04:48                                                 |
| 2016                                                  | 20                                                    | 04:30                                                 | 20                                                    | 22:34                                                 | 22                                                    | 14:21                                                 | 21                                                    | 10:44                                                 |
| 2017                                                  | 20                                                    | 12:28                                                 | 21                                                    | 04:24                                                 | 22                                                    | 20:02                                                 | 21                                                    | 16:28                                                 |
| 2018                                                  | 20                                                    | 16:15                                                 | 21                                                    | 10:07                                                 | 23                                                    | 01:54                                                 | 21                                                    | 22:23                                                 |
| 2019                                                  | 20                                                    | 23:58                                                 | 21                                                    | 15:54                                                 | 23                                                    | 07:50                                                 | 22                                                    | 04:19                                                 |
| 2020                                                  | 20                                                    | 03:50                                                 | 20                                                    | 21:44                                                 | 22                                                    | 13:31                                                 | 21                                                    | 10:02                                                 |
| 2021                                                  | 20                                                    | 09:37                                                 | 21                                                    | 03:32                                                 | 22                                                    | 19:21                                                 | 21                                                    | 15:59                                                 |
| 2022                                                  | 20                                                    | 15:33                                                 | 21                                                    | 09:14                                                 | 23                                                    | 01:04                                                 | 21                                                    | 21:48                                                 |
| 2023                                                  | 20                                                    | 21:24                                                 | 21                                                    | 14:58                                                 | 23                                                    | 06:50                                                 | 22                                                    | 03:27                                                 |
| 2024                                                  | 20                                                    | 03:07                                                 | 20                                                    | 20:51                                                 | 22                                                    | 12:44                                                 | 21                                                    | 09:20                                                 |
| 2025                                                  | 20                                                    | 09:02                                                 | 21                                                    | 02:42                                                 | 22                                                    | 18:20                                                 | 21                                                    | 15:03                                                 |

- За България за март и декември добавяте 2 часа (UTC+2), а за юни и септември – 3 часа (UTC+3).

## Равноденствие на други планети
Равноденствия има на всички планети с наклонена ос на въртене. Интересен пример е Сатурн, където при равноденствие орбитата на пръстените на Сатурн е в една равнина със Слънцето. В резултат на това пръстените получават много малко слънчева светлина и изглеждат като тънка линия, наблюдавани от Земята. Това явление е средно веднъж на всеки 14,7 години и продължава няколко дни преди и след самото равноденствие. Последното равноденствие на Сатурн е на 11 август 2009 г., а следващото е на 6 май 2025 г.